# Aquí hay tomate
Aquí hay tomate, popularment conegut com El tomate, va ser un programa de televisió produït per Salta i La Fábrica de la Tele i emès per la cadena espanyola Telecinco. Es va estrenar el 24 de març de 2003, emetent-se de dilluns a divendres en horari de sobretaula, i va finalitzar la seva emissió l'1 de febrer de 2008. Va estar presentat per Jorge Javier Vázquez i Carmen Alcayde.
En la seva emissió del 27 de gener de 2008 es va anunciar el seu comiat imminent per a l'1 de febrer, després d'una decisió sorpresa per part de Telecinco. L'últim programa d' Aquí hay tomate va ser el més vist de la temporada.

## Format
Els continguts d' Aquí hay tomate se centraven en l'actualitat de la premsa del cor i el món dels famosos. La base del programa eren els reportatges (majoritàriament gravats) i les entrevistes. El seu enfocament oscil·lava des de la ironia a la sàtira.

## Altres edicions
El programa s'ha mantingut en pantalla ininterrompudament des de la seva estrena, encara que durant el mes de agost els seus presentadors habituals han estat substituïts.
- 2004.- Miquel Serra i Idoia Bilbao
- 2005.- Miquel Serra i Idoia Bilbao
- 2006.- Víctor Sandoval i Cristina Sala
- 2007.- Víctor Sandoval i Francine Gálvez

### Aquí hay tomate Weekend
Arran de l'èxit d'audiència en la sobretaula dels dies laborables, el 16 de desembre de 2006 va passar a emetre's també els dissabtes, amb el títol Aquí hay tomate Weekend i presentat per Víctor Sandoval i Cristina Sala. Posteriorment l'emissió es va ampliar als diumenges i Cristina Sala va ser substituïda per Carmen Alcayde, qui ja copresentaba el programa de dilluns a divendres. Després de dos mesos d'emissió amb una audiència inferior a la mitjana de la cadena, Aquí hay tomate Weekend finalment va ser retirat el 15 de febrer de 2007.

## Audiències
Des de la seva estrena el 2003 i al llarg de les seves cinc temporades, el programa s'ha mantingut com a líder d'audiència en la seva franja horària.
L'emissió més vista de la seva història (segons dades d'audiència de TNS) va ser el 7 de febrer de 2007, coincidint amb la mort d'Érika Ortiz, germana de la Princesa Letizia, que va aconseguir una mitjana de 3.748.000 espectadors. La seva millor dada de quota de pantalla es va registrar el 23 de juliol de 2004 amb un share mitjà del 31,6%, en un programa dedicat a la defunció de Carmina Ordóñez.

## Evolució de les audiències per temporades
| Temporada | Temporada | Estrena      | Final          | Audiència mitjana | Audiència mitjana | Audiència mitjana |
| Temporada | Temporada | Estrena      | Final          | Espectadors       | Quota             |                   |
| --------- | --------- | ------------ | -------------- | ----------------- | ----------------- | ----------------- |
|           | 1         | març de 2003 | juliol de 2003 | 2 036 000         | 18,3%             |                   |
|           | 2         | 2003         | 2004           | 2 843 000         | 24,3%             |                   |
|           | 3         | 2004         | 2005           | 2 921 000         | 25,1%             |                   |
|           | 4         | 2005         | 2006           | 2 882 000         | 24,0%             |                   |
|           | 5         | 2006         | 2007           | 3 090 000         | 25,7%             |                   |
|           | 6         | 2007         | febrer de 2008 | 2 588 000         | 21,5%             |                   |
| Total     | Total     | 2003         | 2008           | 2 736 000         | 23,2%             |                   |

## Premis i candidatures
| Any          | Categoria              | Resultat  |
| ------------ | ---------------------- | --------- |
| TP d'Or 2005 | Millor programa de cor | Guanyador |
| TP d'Or 2004 | Millor programa de cor | Guanyador |
| TP d'Or 2003 | Millor programa de cor | Candidat  |